# Bekitro
Bekitro is een plaats en commune in het zuiden van Madagaskar, behorend tot het district Bekily, dat gelegen is in de regio Androy. Tijdens een volkstelling in 2001 telde de plaats 15.889 inwoners.
De plaats biedt enkel lager onderwijs en beperkt middelbaar onderwijs aan. Ook vindt er op industriële schaal mijnbouw plaats. 78% van de bevolking werkt als landbouwer, 20% houdt zich bezig met veeteelt en 1% verdient zijn brood als visser. De meest belangrijke landbouwproducten zijn maniok en pinda's; overig belangrijk product is mais. Verder is 0,5% actief in de dienstensector en industrie.